# Deci Mundus
Deci Mundus (llatí: Decius Mundus) va ser un cavaller romà que va viure sota el regnat de Tiberi, que es va fer passar pel déu Anubis a una dona de l'alta societat romana per a obtenir els seus favors sense el seu coneixement, com a part de la pràctica de la hierogàmia.
Aquesta història ha passat a la posteritat gràcies al relat d'en Flavi Josep en la seva Història dels jueus.

## La història de Deci Mundus i Paulina
Paulina, casada amb Saturní, era segons la història rica, bella i molt piadosa, practicant del culte d'Isis. El jove Deci Mundus se'n va enamorar, però no va aconseguir seduir-la. Li va oferir 200.000 dracmes a canvi de passar una nit amb ella, sense èxit, i va pensar a suïcidar-se. Una dona anomenada Idé, una lliberta seva, li va proposar satisfer els seus desitjos a canvi de 50.000 dracmes. Amb aquests diners va subornar els sacerdots del temple d'Isis que sovintejava Paulina, que van informar Paulina que Anubis havia expressat el seu desig de conèixer-la.
Quan Paulina va anar a passar la nit al temple per una unió hierogàmica amb el déu, Deci Mundus va ocupar el lloc d'Anubis, i va obtenir així els seus favors. Quan Paulina va explicar després a Deci Mundus la meravellosa nit que havia passat amb el déu, ell li va dir:
| « | Gràcies per estalviar-me 200.000 dracmes i donar-m'ho tot en nom d'Anubis. | » |

En adonar-se del seu error, Paulina va explicar-ho al seu marit, que va decidir no deixar impune aquest fet. L'emperador Tiberi en va ser informat i va condemnar a mort els sacerdots i Idé, va ordenar destruir el temple d'Isis, va llançar la seva estàtua al Tíber, i Mundus va ser condemnat a l'exili.